# Luzonmerel
De luzonmerel (Turdus thomassoni) is een zangvogel uit de familie Turdidae (lijsters). Eerder werd deze vogel beschouwd als een ondersoort van de eilandmerel (T. poliocephalus).

## Verspreiding en leefgebied
Deze vogel komt voor in de bergen van het Filipijnse eiland Luzon en telt twee ondersoorten:
- T. t. thomassoni: noordelijk Luzon.
- T. t. mayonensis: zuidelijk Luzon.